# Ben Shepherd
Hunter Benedict (Ben) Shepherd (Okinawa, 20 september 1968) is een Amerikaans muzikant, vooral bekend als bassist van de rockband Soundgarden.

## Biografie
Als zoon van een militair werd Ben Shepherd op 20 september 1968 geboren op een Amerikaanse legerbasis in het Japanse Okinawa. Hij groeide op in Bainbridge Island. In zijn tienerjaren speelde hij basgitaar in meerdere punkbandjes.
Na het halen van zijn highschool-diploma werkte hij als timmerman en bouwvakker. Hij raakte verzeild in de grunge-scene van Seattle en was in de beginjaren van Nirvana een van hun roadies. Bij die band kwam hij in 1989 even in aanmerking als tweede gitarist, maar Shepherd besloot auditie te doen voor Soundgarden. Na het vertrek van Hiro Yamamoto zochten zij een nieuwe bassist. Shepherd werd in eerste instantie afgewezen omdat hij hun nummers niet kon spelen. De band koos ervoor om met Jason Everman hun Louder Than Love-tour te gaan doen, maar Everman op bas pakte niet goed uit, zouden de overige bandleden later verklaren. Hierom werd Everman na afloop van de tournee uit de band gezet en nam Soundgarden alsnog Shepherd als bassist.
Van 1990 tot aan het uit elkaar gaan van de band in 1997 maakte hij deel uit van Soundgarden. Shepherd droeg bij aan de meest succesvolle jaren van de band, waarin het drie platina-studioalbums uitbracht en twee Grammy Awards in de wacht sleepte. Uiteindelijk gingen de bandleden in 1997 uit elkaar omdat ze het niet eens konden worden over de muzikale koers die ze wilden varen.
Shepherd had in zijn Soundgarden-tijd al de nevenprojecten Hater en Wellwater Conspiracy samen met drummer Matt Cameron opgericht. Na het uit elkaar gaan van Soundgarden ging hij daar meer aandacht aan besteden en experimenteerde hij in die bands door in plaats van bas ook gitaar te spelen of zelfs te drummen of te zingen.
Shepherd leverde verder bijdrages aan nummers van Desert Sessions, Tony Iommi, The Ramones en Mark Lanegan.
In 2010 kwam Soundgarden weer bij elkaar. De band bracht in 2012 King Animal uit, hun eerste studioalbum sinds 1996. In april 2025 werd Ben Shepherd samen met de andere leden van Soundgarden opgenomen in de Rock and Roll Hall of Fame.